# Hurstbourne Acres (Kentucky)
Hurstbourne Acres es una ciudad ubicada en el condado de Jefferson en el estado estadounidense de Kentucky. En el Censo de 2010 tenía una población de 1811 habitantes y una densidad poblacional de 2.020,9 personas por km².

## Geografía
Hurstbourne Acres se encuentra ubicada en las coordenadas 38°13′13″N 85°35′26″O / 38.22028, -85.59056. Según la Oficina del Censo de los Estados Unidos, Hurstbourne Acres tiene una superficie total de 0.9 km², de la cual 0.9 km² corresponden a tierra firme y (0%) 0 km² es agua.

## Demografía
Según el censo de 2010, había 1811 personas residiendo en Hurstbourne Acres. La densidad de población era de 2.020,9 hab./km². De los 1811 habitantes, Hurstbourne Acres estaba compuesto por el 65.6% blancos, el 10.55% eran afroamericanos, el 0.22% eran amerindios, el 17.84% eran asiáticos, el 0% eran isleños del Pacífico, el 3.87% eran de otras razas y el 1.93% pertenecían a dos o más razas. Del total de la población el 8.72% eran hispanos o latinos de cualquier raza.